# Bradyrhizobium japonicum
Bradyrhizobium japonicum  (лат.) — вид клубеньковых бактерий, сапрофитный азотфиксирующий симбионт сои (Glycine max). Один из самых экономически важных видов бактерий.

## Описание
Грамотрицательная палочковидная бактерия. Как и другие виды рода Bradyrhizobium медленно растёт в культуре и подщелачивает среду без сыворотки. С 2002 года существует последовательность генома B. japonicum. Размер генома составляет 9105828 пар оснований, содержание GC последовательностей около 64,1 %.
B. japonicum способен разлагать катехин с образованием флороглюциновой кислоты, которая затем декарбоксилируется с образованием флороглюцина, который дегидроксилируется до резорцина. Резорцин в свою очередь гидроксилируется с образованием гидроксихинола.

## Нитратное дыхание
B. japonicum обладает геном nosRZDFYLX, который кодирует фермент, участвующий в денитрификации. Этот фермент имеет две каталитические субъединицы — Cu-a и Cu-z (с несколькими остатками гистидина). Он запускает последовательный каскад экспресси генов, обозначаемый как 'FixJ-FixK2-FixK1', который чувствителен к концентрации кислорода. FixJ положительно регулирует FixK2, который активирует гены нитратного дыхания, а также белок FixK1. Мутанты по FixK1 не способны к нитратному дыханию из-за дефекта медьсодержащей каталитической субъединицы (Cu-z) в гене nosRZDFYLX.

## Использование
Эта бактерия часто используется в качестве модельного организма для изучения ферментов дыхания. В. japonicum штамма USDA 110, который был впервые выделен из конкреций урожая сои в штате Флорида, США, в 1957 году, широко используется для исследований в области молекулярной генетики, физиологии, экологии. Это связано с тем, что штамм B. japonicum USDA110 имеет более высокий уровень азотфиксации, чем другие штаммы.